# Хюґа (Міядзакі)

Хюґа (яп. 日向市) — місто в Японії, в префектурі Міядзакі.